# Карело-финска лайка
Карело-финска лайка (на руски: Карело-финская лайка; на фински: Karjalais-suomalainen laika) е порода кучета, произхождаща от Карелия, погранична област между Русия и Финландия. Използва се за лов. Много често се бърка с някои финландски породи кучета, като например финландски шпиц.
В СССР бъркането на представители на карело-финската лайка с такива на финландски шпиц е често явление, докато се е случвало чистокръвни финландски шпицове да регистрират като карело-фински лайки във Финландия.